# Garcinia crassiflora
Garcinia crassiflora är en tvåhjärtbladig växtart som beskrevs av Jumelle och Perrier. Garcinia crassiflora ingår i släktet Garcinia och familjen Clusiaceae. Inga underarter finns listade i Catalogue of Life.